# Tony Ward (acteur)
Pour les articles homonymes, voir Tony Ward (homonymie) et Ward.
Tony Ward, né le 10 juin 1963, est un acteur et mannequin américain.

## Biographie

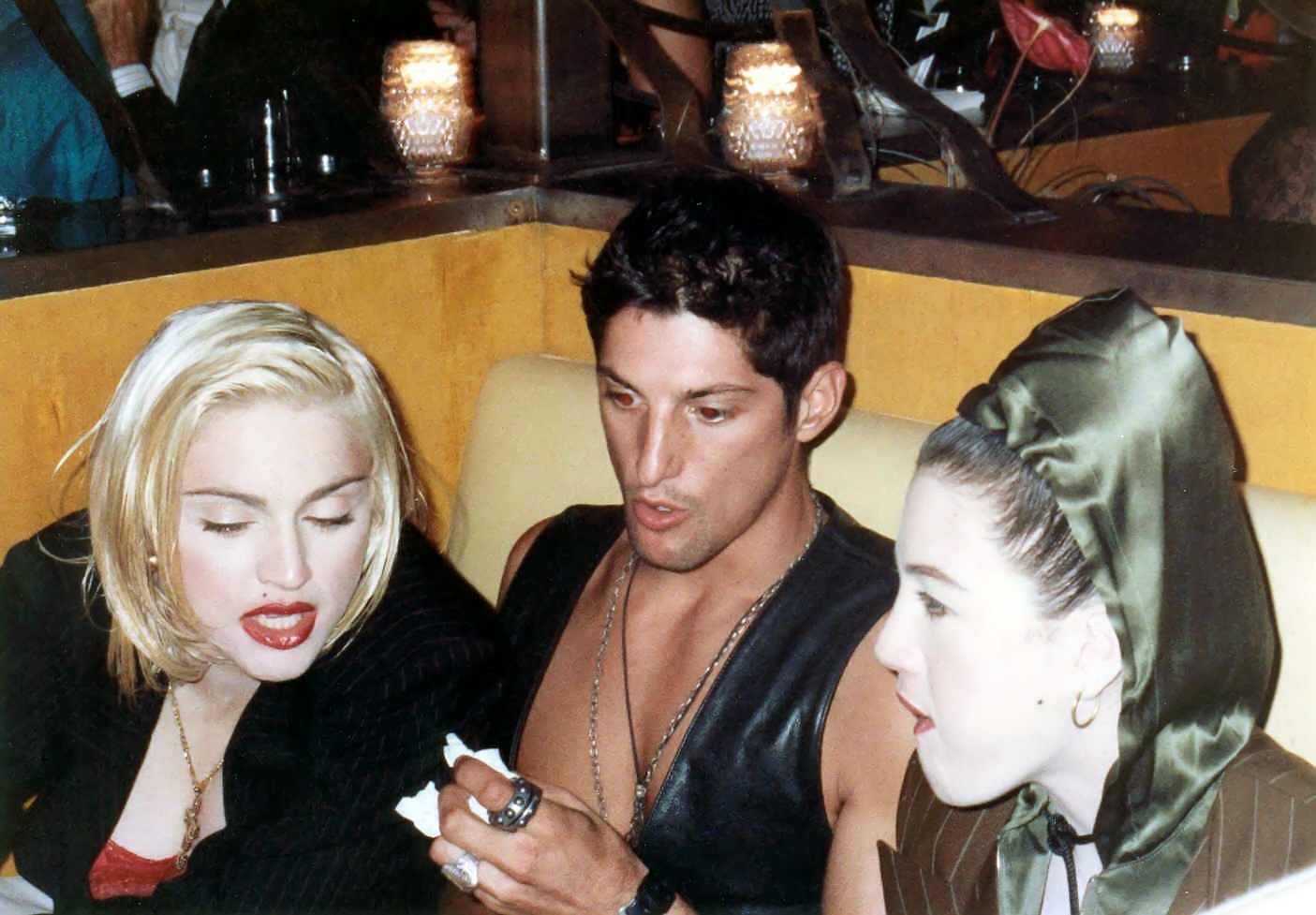
Tony Ward avec Madonna en 1990

Outre le fait d'être connu pour ses apparitions dans plusieurs clips de Madonna, avec qui il a eu une brève liaison, Tony Ward se consacre au mannequinat à partir de 1983, avec la particularité de souvent poser nu.
Il travaille en particulier pour Calvin Klein, Roberto Cavalli, Chanel, Dolce & Gabbana, Diesel, Fendi, H&M and Hugo Boss, pose pour Bruce Weber, Herb Ritts, Terry Richardson, Karl Lagerfeld, Steven Meisel, Steven Klein, Jim French, Rick Castro ou Greg Gorman, puis pratique lui-même la photographie pour la publicité et la mode.
Le réalisateur canadien indépendant et subversif Bruce LaBruce lui met le pied à l'étrier du cinéma et du long-métrage, en lui offrant le rôle central de Hustler White, présenté en 1996.

## Filmographie

### Clips
- 1987 : ABC : King Without a Crown
- 1988 : Belinda Carlisle : I Get Weak de Diane Keaton
- 1989 : Madonna : Like a Prayer de Mary Lambert
- 1989 : Madonna : Cherish de Herb Ritts
- 1989 : Taylor Dane : With Every Beat of My Heart de David Kellogg
- 1990 : Tommy Page : I'll Be Your everything de Gregg Masuak
- 1990 : Madonna : Justify My Love de Jean-Baptiste Mondino
- 1996 : George Michael : Fast Love de Vaughan Arnell et Anthea Benton
- 1996 : Spice Girls : Say You'll Be There de Vaughan Arnell
- 1999 : Esthero : That Girl de Patrick Hoelck
- 2000 : Sinéad O'Connor : Jealous de Mike Lipscombe
- 2005 : Lisa Marie Presley : Idiot de Patrick Hoelck
- 2011 : Auradrone : The Escape de Richard Funston

### Cinéma
- 1996 : Hustler White de Bruce LaBruce : Montgomery ''Monti'' Ward
- 1998 : Sex/Life in L.A. (documentaire) de Jochen Hick : lui-même
- 1998 : Airtime (court métrage) de Rolf Kestermann : l'homme crucifié
- 1999 : Requiem pour un taulard (Out In Fifty) de Bojesse Christopher et Scott Anthony Leet : Johnny
- 2002 : Chasseurs de primes (All About the Benjamins) de Kevin Bray : TJ
- 2008 : Story of Jen de François Rotger : Ian
- 2010 : L.A. Zombie de Bruce LaBruce : le premier sdf
- 2010 : Out Getting Ribs (court métrage) de Joshua (von) Brown : l'un des deux héros masqués
- 2020 : Une ode américaine (Hillbilly Elegy) de Ron Howard : le marin coiffeur

## Publications
- Obsession[réf. incomplète].
- Orgasm, Last Gasp, 2000  (ISBN 9780867195019)[2].